# Natsuo Yamaguchi
Natsuo Yamaguchi (山口 那津男 Yamaguchi Natsuo?,  Hitachinaka, 12 de julio de 1952) es un político japonés del Partido Nuevo Kōmeitō, actual integrante de la Cámara de Consejeros y de la Dieta de Japón y fue presidente del Nuevo Kōmeitō de 2009 a 2024.
Nativo de Hitachinaka y graduado en la Universidad de Tokio, fue elegido para la Cámara de Representantes en 1990 por el Distrito 10 de Tokio. Después de perder su escaño en 1996, se presentó sin éxito a la Cámara de Representantes en 2000. En 2001 fue elegido miembro de la Cámara de Consejeros, por primera vez. 
Se convirtió en el líder del partido Nuevo Kōmeitō, el 8 de septiembre de 2009, después de que su partido sufriera una derrota importante en las Elecciones generales de Japón de 2009. Nuevo Kōmeitō perdió diez asientos, incluido el del líder del partido Akihiro Ota y el secretario general Kazuo Kitagawa.
El fin del mandato como presidente del partido Nuevo Kōmeitō expiró en septiembre de 2012, y fue reelegido sin oposición por otros dos años, el 22 de septiembre de 2012.
Después de quince años al frente de Komeito, Yamaguchi dimitió en septiembre de 2024 y fue sucedido por Keiichi Ishii.